# Commander Keen
Commander Keen är huvudpersonen i en serie datorspel utvecklade av id Software, utgivna av Apogee under början av 1990-talet. Spelserien var ett framgångsrikt koncept till PC-plattformen och konkurrerade med NES:ens Super Mario Bros.. Detta var även ett av de första spelen av id Software som senare skulle utveckla storsäljare i Doom- och Quake-serierna.

## Bakgrund
John Carmack, då en programmerare hos Softdisk, hittade en möjlighet att göra en speciellt flytande scrollbar grafik i PC-spel, något som endast gick med ett 16-färgers EGA-grafikkort. Softdisk ville inte använda teknologin eftersom de ansåg att de skulle fortsätta stödja användare med 4-färgers CGA-grafikkort.
Carmack och hans Softdisk-kollega Tom Hall använde sin fritid till att sätta ihop en klon av den första nivån i Super Mario Bros. 3, utöver spelarfiguren som de ersatte med Dangerous Dave, en figur från ett Softdisk-spel. De kallade spelet Dangerous Dave in Copyright Infringement och gav Nintendo en demo, men de tackade nej eftersom de inte skulle gå in i PC-marknaden under denna tid.
Utvecklarna ansåg att deras teknologi hade potential, så de hoppade av Softdisk och skapade id Software. Utvecklarna fick kontakt med Scott Miller i Apogee, och fick stöd för att utveckla Commander Keen.

## Spel i serien
- Commander Keen in Invasion of the Vorticons - släppt som shareware 14 december, 1990.
- Commander Keen in Keen Dreams - skapat av Softdisk 1991
- Commander Keen in Goodbye, Galaxy! - släppt som shareware 15 december, 1991.
- Commander Keen in Aliens Ate My Babysitter
- Commander Keen (till Game Boy Color) - släppt av Activision 2001.

### Avbrutna spel
- The Universe is Toast! som skulle släppas till julen 1992, men id Software flyttade all utveckling till Wolfenstein 3D.
- Commander Keen som skulle släppts till iOS och Android 2019.